# Aleksandr Kostoglod
Aleksandr Viktorovič Kostoglod (in russo Александр Викторович Костоглод?; Rostov sul Don, 31 maggio 1974) è un canoista russo.
Oltre alle due medaglie olimpiche di Atene 2004, argento nel C2 1000 m e bronzo nel 500 m, in coppia con Alexander Kovalev, ha vinto ben sei titoli mondiali.

## Palmarès
- Olimpiadi

Atene 2004: argento nel C2 1000 m e bronzo nel C2 500 m.
Pechino 2008: argento nel C2 500 m.
- Mondiali

1993 - Copenaghen: argento nel C4 500 m e C4 1000 m.
1994 - Città del Messico: oro nel C4 200 m.
1997 - Dartmouth: argento nel C4 1000 m e bronzo nel C4 500 m.
1998 - Seghedino: oro nel C2 1000 m e bronzo nel C4 200 m.
1999 - Milano: oro nel C2 1000 m e bronzo nel C2 500 m.
2001 - Poznań: bronzo nel C4 200 m.
2002 - Siviglia: bronzo nel C2 500 m.
2003 - Gainesville: argento nel C2 1000 m.
2005 - Zagabria: oro nel C4 200 m.
2006 - Seghedino: oro nel C2 500 m.
- Campionati europei di canoa/kayak sprint

Plovdiv 1997: oro nel C4 200m.
Zagabria 1999: oro nel C2 1000m, argento nel C2 500m e bronzo nel C4 200m.
Poznań 2000: bronzo nel C2 500m e nel C2 1000m.
Milano 2001: argento nel C2 500m e bronzo nel C2 1000m.
Seghedino 2002: oro nel C2 500m e nel C4 200m, bronzo nel C2 1000m.
Poznań 2004: argento nel C2 1000m.
Poznań 2005: argento nel C4 200m e bronzo nel C2 500m.
Račice 2006: oro nel C2 500m.
Pontevedra 2007: argento nel C2 500m.
Brandeburgo 2009: oro nel C4 200m.
Trasona 2010: oro nel C4 1000m.
Milano 2008: oro nel C2 500m.